# VI Premis Cinematogràfics José María Forqué
La cerimònia dels VI Premis Cinematogràfics José María Forqué es va celebrar al Casino de Madrid el 21 de maig de 2001. Es tracta d'uns guardons atorgats anualment des de 1996 per l'EGEDA com a reconeixement a les millors produccions cinematogràfiques espanyoles pels seus valors tècnics i artístics produïdes entre l'1 de gener i el 31 de desembre de 2000. El premi consisteix en una claqueta de plata i 5.000.000 pessetes.
La gala fou presentada per Juan Luis Galiardo i gaudí de l'actuació de Pablo Carbonell. L'acte fou presidit per la ministra de cultura, Pilar del Castillo, i hi assistiren José María Otero, Director General de l'ICAA; Marisa Paredes, Presidenta de l'Acadèmia de les Arts i les Ciències Cinematogràfiques d'Espanya; i Enrique Cerezo, President d'EGEDA.

## Nominacions i premis
Els nominats i guanyadors d'aquesta edició foren: 
| Millor pel·lícula                                                                                                 |
| --- |
| - El Bola - La comunidad - La espalda del mundo - Leo - Sé quién eres - You're the one (una historia de entonces) |